# Angelo (chanteur)
Pour les articles homonymes, voir Angelo.
 (janvier 2025).
Si vous disposez d'ouvrages ou d'articles de référence ou si vous connaissez des sites web de qualité traitant du thème abordé ici, merci de compléter l'article en donnant les références utiles à sa vérifiabilité et en les liant à la section « Notes et références ».
Angélo Ariitai Neuffer ou Angelo est un chanteur de variétés polynésiennes, guitariste et auteur-compositeur-interprète, né le 3 janvier 1959 à Raiatea en Polynésie française.

## Biographie
Angélo Ariitai Neuffer, connu aussi sous les noms de "Angelo Ariitai" ou "Angelo Neuffer" mais plus communément appelé "Angelo", s’est intéressé très tôt à la musique. Dès l’âge de huit ans, il s’inscrit à des concours de chants et remporte de nombreux premiers prix. Angelo a rapidement le désir de composer, d'écrire et d'interpréter lui-même ses propres chansons.
En 1984, sort son premier album "Manureva Teie", aujourd’hui distribué sous le nom de "1er Album", qui se vendra à 2 000 exemplaires. Trois ans après, en 1987, il sort son deuxième album "Turamarama Te Fenua Nei" qui se vend à 20 000 exemplaires, ce qui le place dans la cour des grands chanteurs polynésiens.
À la fin des années 1980, il rencontre un autre chanteur polynésien originaire de Hawaï, Bobby Holcomb (plus connu en Polynésie française sous le nom de "Bobby"), qui devient son ami, avec qui il sortira en 1988 un album "Bobby Angelo" qui aura un grand succès commercial dans de nombreux pays ou territoires de l'Océan Pacifique. Le décès de Bobby en 1991 conduira Angelo à continuer l’essentiel de sa carrière en solo. Il collaborera toutefois sur des projets en duo avec Michel Poroi ou Barthélémy, deux chanteurs très populaires en Polynésie française.
En 2008, Angelo participe au festival "L’Eté tahitien" de Quéven. En 2013, il retrouve son public de métropole lors d’une tournée qu’il commence à nouveau au festival de Quéven,, avant de se produire à Toulon, au festival "Heiva" de Saint-Mandrier, à Biscarrosse et à Paris. En 2014, il célèbre trente ans de carrière.
Angelo commence sa carrière chez Océane Production. Après la disparition de l’entreprise en 2003, il s’associe à Mac Music Paradise. Cependant, un de ses derniers albums "Faehau No Te Fenua" a été enregistré et produit en 2011 chez Ras Tea Prod.
La plupart des chansons interprétées par Angelo sont écrites et composées par lui. Les textes sont presque tous écrits en tahitien. Il a collaboré quelquefois avec d’autres auteurs à des chansons écrites en marquisien ou en hawaïen. Ses textes parlent aussi bien d’amour et de fraternité, que de préservation de la nature et de protection de l'environnement ou que de justice sociale et d'affirmation de l’identité polynésienne. Sa chanson intitulée "Hau Metua Roma" extraite de l’album "Atire Atire" a été mise en exergue d’une étude sur la situation sociale en Polynésie française, publiée par les Presses de l’Université de Hawaï. Ses musiques sont le plus souvent influencées par le rock et parfois par le reggae, même si certaines de ses chansons peuvent aussi être des valses tahitiennes ou si les orchestrations peuvent parfois utiliser des instruments traditionnels polynésiens, ukulélé, pahu ou toéré. À cet égard, "Manahuna", qui sort en 1990, constitue un tournant musical, dans la mesure où les orchestrations deviennent plus "rock", avec un usage plus proéminent de la guitare électrique, du synthétiseur et de percussions plus puissantes. Cette tendance se confirme dans les deux albums d’après. Avec "Arioi" et les albums qui suivent, Angelo renoue avec des mélodies plus douces.
Il est l’un des chanteurs polynésiens les plus prolifiques : à ce jour, il a écrit et composé plus de deux cents chansons originales et a sorti seize albums en solo et quatre albums en duo. Avec Barthélémy, Bobby ou Gabilou, il est considéré comme l’un des chanteurs polynésiens les plus populaires de leur génération.

## Influences et collaborations musicales

### Influences musicales
- Musique polynésienne
- Musique hawaïenne
- Rock
- Reggae

### Collaborations musicales
- Barthélémy Arakino, connu sous le nom de Barthélémy
- Bobby Holcomb, connu sous le nom de Bobby
- Michel Poroi

## Discographie
De nombreux albums d’Angelo ont été produits par des labels polynésiens maintenant disparus. C’est le cas de ses premiers albums produits par Océane Production. Les droits sur certains albums ont été repris par de nouveaux labels (JMC Production  ou GB Prod / Passport Songs Music) et sont disponibles en format numérique (mp3 ou m4a) sur certains sites de téléchargement ou d’écoute en ligne. Cependant, il reste de nombreux albums qui ne sont plus distribués. Des enregistrements originaux sur disques existent mais sont très rares et difficiles à trouver sur le marché de l’occasion.

### Albums en solo
- 1984 : 1er Album (GB Prod / Passport Songs Music)
- 1987 : Turamarama Te Fenua Nei (Océane Production, JMC Production)
- 1990 : Manahuna (Océane Production, JMC Production)
- 1992 : Perofeta No Te Hoo (Océane Production, JMC Production)
- 1994 : Nuna'a No Ananahi (Océane Production, JMC Production)
- 1995 : Arioi (Océane Production)
- 1998 : Atire Atire (Océane Production)
- 2000 : Varua Maohi (Océane Production)
- 2003 : Omore (Océane Production)
- 2003 : Vahine Maohi – Vol. 1 (Mac Music Paradise)
- 2004 : Feruri Ananahi – Vol. 2 (Mac Music Paradise)
- 2006 : Idolo – Vol. 3 (Mac Music Paradise)
- 2007 : Pohe Hae – Vol. 4 (Mac Music Paradise)
- 2009 : E A Muri Noa Tu – Vol. 5 (Mac Music Paradise)
- 2011 : Faehau No Te Fenua (Ras Tea Prod)
- 2012 : Ia Papai Hia – Vol. 6 (Mac Music Paradise)

### Albums en duo
- 1989 : Te Mana, avec Bobby
- 1988 : Bobby Angelo, avec Bobby (Océane Production) : l'album propose une nouvelle version de deux morceaux, "Te Mana" (morceau appelé ici "Te Mana Ete Hanahana") et "Potii No Te Mau Motu", d'abord sortis sur "1er Album", et reprend trois morceaux, "Turamarama Te Fenua Nei", "Tiare Here" et "Nohora'a Hope'a", d'abord sortis sur "Turamarama Te Fenua Nei"
- 199? : Te Hiti Marama, avec Michel Poroi (JMC Production)
- 2008 : Fa'ahua Nou Nou, avec Barthélémy (Mac Music Paradise)

### Albums en public
- 1997 : Live ! (Océane Production)

### Compilations
- 1995 : Musique (Océane Production)
- 2000 : Tahiti : Les Talents Du Siècle – Angelo (Océane Production)
- 2007 : To All My Friends (Pacific Promotion Tahiti)
- 2007 : Les Succès De Angelo – Anotau Hopea – Vol. 1 (Mac Music Paradise)
- 2009 : Best Of Arioi (Mac Music Paradise)
- 2009 : Tahiti Choc Compilation (Annie Production) : la compilation comprend des chansons d'Angelo, de Barthélémy et de Laurent Degache
- 2010 : Les Succès De Angelo – Ho’o – Vol. 2 (Mac Music Paradise)

### Bandes originales
- 2002 : Bobby's House – La Musique De La Pièce (Studio Alphonse) : c’est la bande originale produite par Lynn Drum accompagnant une pièce de théâtre de Bobby et contenant, entre autres, des chansons de Bobby et une chanson d’Angelo, "Potii No Te Mau Motu", extraite de "1er Album"